# Басланды
Басланды (каз. Басланды) — село в Шардаринском районе Туркестанской области Казахстана. Входит в состав Коксуского сельского округа. Код КАТО — 516439300.

## Население
В 1999 году население села составляло 222 человека (117 мужчин и 105 женщин). По данным переписи 2009 года, в селе проживало 225 человек (118 мужчин и 107 женщин).